# Jablonka
Jablonka je naseljeno mjesto u okrugu Myjava u  Trenčínskom kraju u Slovačkoj.

## Stanovništvo
| Godina:     | 1993. | 2003.    | 2013.    | 2023.   |
| ----------- | ----- | -------- | -------- | ------- |
| Broj ljudi: | 621   | 539      | 479      | 474     |
| Razlika:    |       | -13,20 % | -11,13 % | -1,04 % |

| Godina:     | 2022. | 2023.   |
| ----------- | ----- | ------- |
| Broj ljudi: | 465   | 474     |
| Razlika:    |       | +1,93 % |

Prema podacima o broju stanovnika iz 2023. godine naselje je imalo 474 stanovnika.

## Vanjske poveznice
|  | Zajednički poslužitelj ima još gradiva o temi Jablonka |

- Službena stranica naselja (sl.)